# Bezirk Mālpils
Der Bezirk Mālpils (Mālpils novads) war ein Bezirk in Lettland, der von 2009 bis 2021 existierte. Bei der Verwaltungsreform 2021 wurde der Bezirk aufgelöst, sein Gebiet gehört seitdem zum Bezirk Sigulda.

## Geographie

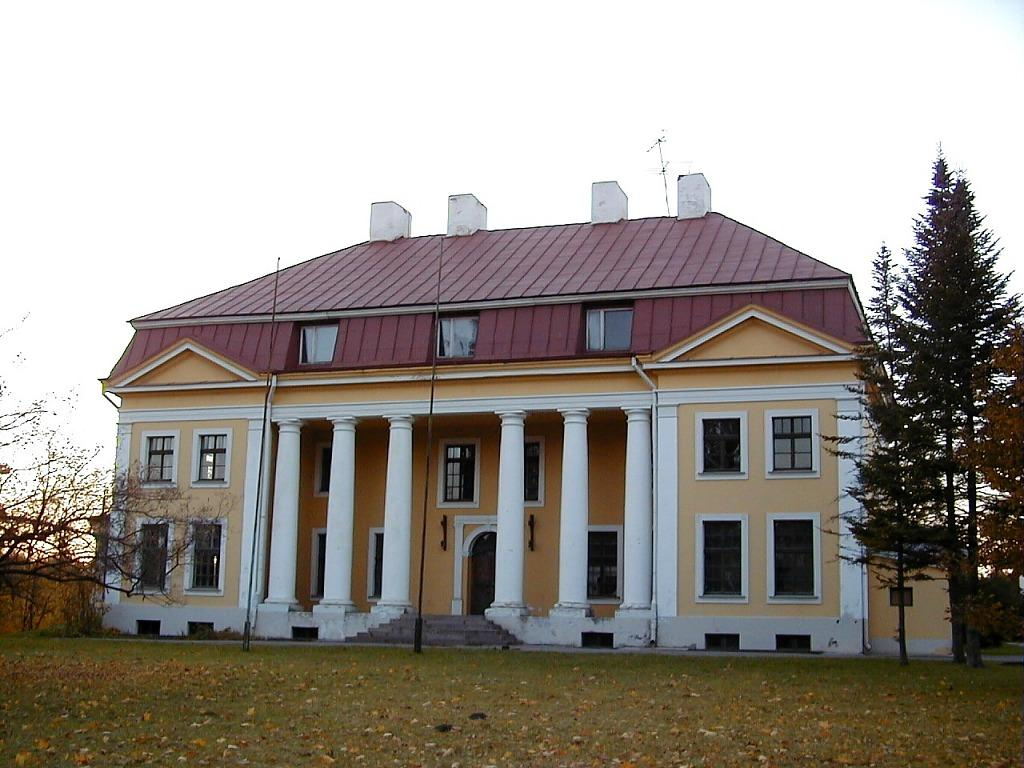
Herrenhaus in Bukas

Das Bezirksgebiet lag im Zentrum des Landes, wo die Flüsse Mergupe und Suda zur großen Jugla zusammenfließen. Auf dem 220,9 km² großen Territorium befanden sich mehrere Sumpfgebiete mit mehr als 1000 Hektar.

## Bevölkerung
Die Gemeinde Mālpils wurde seit 2009 im Zuge einer Verwaltungsreform ohne Gebietsveränderung als Mālpils novads bezeichnet. Neben dem Hauptort lagen noch die Dörfer Sidgunda (459 Einwohner), Upmalas (157 Einwohner), Vite (52 Einwohner) und Bukas (39 Einwohner) im Bezirk. Die restlichen der 4039 Einwohner (Stand 2009) lebten auf Einzelgehöften oder in kleineren Siedlungen.

## Nachweise
1. ↑  Vides aizsardzības un reģionālās attīstības ministrija (Ministerium für Naturschutz und Regionalentwicklung), Karten und Auflistung der Verwaltungseinheiten, abgerufen am 19. Juli 2021